# Regeringen Jens Stoltenberg II
Regeringen Jens Stoltenberg II (også kaldt Den rødgrønne regering) var Norges regering fra 17. oktober 2005 til 16. oktober 2013. Den var en koalitionsregering som bestod  af Det norske Arbeiderparti (Ap), Sosialistisk Venstreparti (SV) og Senterpartiet (Sp), som sammen fik flertal ved stortingsvalget 2005. 
Ved stortingsvalget 2009 fik Ap mere end dobbelt så stor opbakning som de to andre partier til sammen, og fik i alt 64 (+3) mandater. Sv fik 11 (-4), Sp fik også 11 (-). Ap fik derfor tolv ministre, mens Sv og Sp fik fire hver. Regeringen består af ti mænd og ti kvinder.

## Medlemmer
| Portefølje | Minister                  | Periode                                | Parti |
| --- | ------------------------- | -------------------------------------- | ----- |
| Statsminister | Jens Stoltenberg          |                                        | Ap    |
| Udenrigsminister | Espen Barth Eide          | 21. september 2012 -                   | Ap    |
| Udenrigsminister | Jonas Gahr Støre          | 17. oktober 2005 - 21. september 2012  | Ap    |
| Forsvarsminister | Anne-Grete Strøm-Erichsen | 21. november 2012 - 2013               | Ap    |
| Forsvarsminister | Espen Barth Eide          | 11. november 2011 - 21. september 2012 | Ap    |
| Forsvarsminister | Grete Faremo              | 20. oktober 2009 - 11. november 2011   | Ap    |
| Forsvarsminister | Anne-Grete Strøm-Erichsen | 17. oktober 2005 - 20. oktober 2009    | Ap    |
| Minister for Industri og Handel | Trond Giske               | 20. oktober 2009 -                     | Ap    |
| Minister for Industri og Handel | Sylvia Brustad            | 20. Juni 2008 – 20. oktober 2009       | Ap    |
| Minister for Industri og Handel | Dag Terje Andersen        | 29. September 2006 – 20. Juni 2008     | Ap    |
| Minister for Industri og Handel | Odd Eriksen               | 17. oktober 2005 – 29. September 2006  | Ap    |
| Fornyelses-, administrations- og kirkeminister (Minister for fornyelse of administration til og med 31. december 2009) (Moderniseringsminister til og med 31. december 2005) | Rigmor Asrud              | 20. oktober 2009 -                     | Ap    |
| Fornyelses-, administrations- og kirkeminister (Minister for fornyelse of administration til og med 31. december 2009) (Moderniseringsminister til og med 31. december 2005) | Heidi Grande Røys         | 17. oktober 2005 - 20. oktober 2009    | Sv    |
| Finansminister | Sigbjørn Johnsen          | 20. oktober 2009 -                     | Ap    |
| Finansminister | Kristin Halvorsen         | 17. oktober 2005 - 20. oktober 2009    | Sv    |
| Minister for Kommuner og regioner | Liv Signe Navarsete       | 20. oktober 2009                       | Sp    |
| Minister for Kommuner og regioner | Magnhild Meltveit Kleppa  | 21. September 2007 – 20. oktober 2009  | Sp    |
| Minister for Kommuner og regioner | Åslaug Haga               | 17. Oktober 2005 – 21. September 2007  | Sp    |
| Sundhedsminister | Jonas Gahr Støre          | 21. september 2012 -                   | Ap    |
| Sundhedsminister | Anne-Grete Strøm-Erichsen | 20. oktober 2009 - 21. september 2012  | Ap    |
| Sundhedsminister | Bjarne Håkon Hanssen      | 20. Juni 2008 – 20. oktober 2009       | Ap    |
| Sundhedsminister | Sylvia Brustad            | 17. Oktober 2005 – 20. Juni 2008       | Ap    |
| Kulturminister (Kultur- og kirkeminister til og med 31. december 2009) | Hadia Tajik               | 21. september 2012 -                   | Ap    |
| Kulturminister (Kultur- og kirkeminister til og med 31. december 2009) | Anniken Huitfeldt         | 20. oktober 2009 - 21. september 2012  | Ap    |
| Kulturminister (Kultur- og kirkeminister til og med 31. december 2009) | Trond Giske               | 17. oktober 2005 - 20. oktober 2009    | Ap    |
| Arbejdsminister (Minister for arbejde og social inklusion til og med 31. december 2009) (Arbejds- og socialminister til og med 31. december 2005)                            | Anniken Huitfeldt         | 21. september 2012 -                   | Ap    |
| Arbejdsminister (Minister for arbejde og social inklusion til og med 31. december 2009) (Arbejds- og socialminister til og med 31. december 2005)                            | Hanne Bjurstrøm           | 21. december 2009 - 21. september 2012 | Ap    |
| Arbejdsminister (Minister for arbejde og social inklusion til og med 31. december 2009) (Arbejds- og socialminister til og med 31. december 2005)                            | Rigmor Aasrud             | 20. oktober 2009 - 21. december 2009   | Ap    |
| Arbejdsminister (Minister for arbejde og social inklusion til og med 31. december 2009) (Arbejds- og socialminister til og med 31. december 2005)                            | Bjarne Håkon Hanssen      | 2. oktober 2009 - 20. oktober 2009     | Ap    |
| Arbejdsminister (Minister for arbejde og social inklusion til og med 31. december 2009) (Arbejds- og socialminister til og med 31. december 2005)                            | Dag Terje Andersen        | 20. Juni 2008 – 2. oktober 2009        | Ap    |
| Arbejdsminister (Minister for arbejde og social inklusion til og med 31. december 2009) (Arbejds- og socialminister til og med 31. december 2005)                            | Bjarne Håkon Hanssen      | 17. Oktober 2005 – 20. Juni 2008       | Ap    |
| Minister for Transport og kommunikation | Marit Arnstad             | 18. juni 2012 -                        | Sp    |
| Minister for Transport og kommunikation | Magnhild Meltveit Kleppa  | 20. oktober 2009 - 18. juni 2012       | Sp    |
| Minister for Transport og kommunikation | Liv Signe Navarsete       | 17. oktober 2005 - 20. oktober 2009    | Sp    |
| Kyst- og Fiskeriminister | Lisbeth Berg-Hansen       | 20. oktober 2009 -                     | Ap    |
| Kyst- og Fiskeriminister | Sylvia Brustad            | 2. oktober 2009 - 20. oktober 2009     | Ap    |
| Kyst- og Fiskeriminister | Helga Pedersen            | 18. oktober 2005 - 1. oktober 2009     | Ap    |
| Minister for international udvikling | Heikki Holmås             | 23. marts 2012                         | Sv    |
| Minister for international udvikling | Erik Solheim              | 17. oktober 2005 - 23. marts 2012      | Sv    |
| Miljøminister | Bård Vegar Solhjell       | 23. marts 2012 -                       | Sv    |
| Miljøminister | Erik Solheim              | 18. Oktober 2007 – 23. marts 2012      | Sv    |
| Miljøminister | Helen Bjørnøy             | 17. Oktober 2005 – 18. Oktober 2007    | Sv    |
| Landbrugs- og Fødevareminister | Trygve Slagsvold Vedum    | 18. juni 2012 -                        | Sp    |
| Landbrugs- og Fødevareminister | Lars Peder Brekk          | 20. Juni 2008 – 18. juni 2012          | Sp    |
| Landbrugs- og Fødevareminister | Terje Riis-Johansen       | 17. Oktober 2005 – 20. Juni 2008       | Sp    |
| Justits- og Beredskabsminister | Grete Faremo              | 11. november 2011 -                    |       |
| Justits- og Beredskabsminister | Knut Storberget           | 30. marts 2009 - 11. november 2011     | Ap    |
| Justits- og Beredskabsminister | Trond Giske               | 27. Februar 2009 – 30. marts 2009      | Ap    |
| Minister for Børn, ligestilling og social inklusion (Børne- og Ligestillingsminister til og med 31. december 2009) (Børne- og Familieminister til og med 31. december 2005)  | Inga Marte Thorkildsen    | 23. marts 2012 -                       |       |
| Minister for Børn, ligestilling og social inklusion (Børne- og Ligestillingsminister til og med 31. december 2009) (Børne- og Familieminister til og med 31. december 2005)  | Kristin Halvorsen         | 5. marts 2012 - 23. marts 2012         | Sv    |
| Minister for Børn, ligestilling og social inklusion (Børne- og Ligestillingsminister til og med 31. december 2009) (Børne- og Familieminister til og med 31. december 2005)  | Audun Lysbakken           | 20. oktober 2009 - 5. marts 2012       | Sv    |
| Minister for Børn, ligestilling og social inklusion (Børne- og Ligestillingsminister til og med 31. december 2009) (Børne- og Familieminister til og med 31. december 2005)  | Anniken Huitfeldt         | 29. Februar 2008 – 20. oktober 2009    | Ap    |
| Minister for Børn, ligestilling og social inklusion (Børne- og Ligestillingsminister til og med 31. december 2009) (Børne- og Familieminister til og med 31. december 2005)  | Trond Giske               | 15. Februar 2008 – 29. Februar 2008    | Ap    |
| Minister for Børn, ligestilling og social inklusion (Børne- og Ligestillingsminister til og med 31. december 2009) (Børne- og Familieminister til og med 31. december 2005)  | Manuela Ramin-Osmundsen   | 18. Oktober 2007 – 15. Februar 2008    | Ap    |
| Minister for Børn, ligestilling og social inklusion (Børne- og Ligestillingsminister til og med 31. december 2009) (Børne- og Familieminister til og med 31. december 2005)  | Karita Bekkemellem        | 17. Oktober 2005 – 18. Oktober 2007    | Ap    |
| Olie- og Energiminister | Ola Borten Moe            | 4. marts 2011 -                        | Sp    |
| Olie- og Energiminister | Terje Riis-Johansen       | 20. Juni 2008 – 4. marts 2011          | Sp    |
| Olie- og Energiminister | Åslaug Haga               | 21. September 2007 – 20. Juni 2008     | Sp    |
| Olie- og Energiminister | Odd Roger Enoksen         | 17. Oktober 2005 – 21. September 2007  | Sp    |
| Minister for Forskning og højere uddannelse | Tora Aasland              |                                        | Sv    |
| Undervisningsminister | Kristin Halvorsen         | 20. oktober 2009 -                     | Sv    |
| Undervisningsminister | Bård Vegar Solhjell       | 18. oktober 2007 - 20. oktober 2009    | Sv    |
| Undervisningsminister | Øystein Djupedal          | 17. oktober 2005 - 18. oktober 2007    | Sv    |